# ودعة
الودعات هي مجموعة قواقع بحرية صغيرة وكبيرة، من الرخويات البحرية وطائفة البطنقدميات.